# Weinmannia fagaroides
El cashco o encenillo (Weinmannia fagaroides) es una especie de árbol de la familia Cunoniaceae.

## Características
Son arbustos con una altura máxima de 5 metros y cuentan con un diámetro de 6 cm. Sus ramas y hojas son cubiertas con indumento denso, pardo y dorado. Cuentan con hojas imparipinadas opuestas decusadas, con estipulas interpeciolares redondeadas; pecíolo 0,5-1,5 cm; raquis alado 4,0-8,0 cm de largo levemente pubescente. Cada hoja tiene 5-8 pares de folíolos opuestos elípticos a oblanceolados, haz verde oscuro, sésiles, nervaduras secundarias paralelas entre sí, ápice obtuso, borde crenado, consistencia subcoriácea, nerviación pinada, base obtusa y nervio principal prominente por el envés y pubescente. El cáliz cuenta con 4 sépalos, flores pequeñas amarillentas, corola con 4 pétalos, oblongo y estambro notorio y abundante. El fruto es una cápsula seca de tamaño mini y de color café (cuando esta maduro).

## Distribución y hábitat
El área de distribución nativa de esta especie se extiende desde América Central hasta América del Sur tropical. Crece principalmente en el bioma tropical húmedo.
Es una especie común en Colombia, exactamente en los subpáramos de las zonas altas del país. Se desarrolla y distribuye en las Cordilleras Central y Oriental, entre 2 800 y 3 600 m s.n.m..   
En la cima de la colonia penal de Acacías, Colombia, que conduce hacia la región de Sumapaz, se encuentra el Bosque ralo de Weinmannia fagaroides, donde no hay un estrato arbóreo definido. Se encuentra a los 3 100 metros de latitud y los árboles son de copas discontinuas y entre arbustos crecen separados el uno del otro.

## Usos
Weinmannia fagaroides se utiliza para la realización de cercas, leña, etc. se utiliza como para propósitos medicinales.

## Taxonomía
Weinmannia fagaroides fue descrita por Carl Sigismund Kunth y publicada en Nova Genera et Species Plantarum (quarto ed.) 6: 54–55, t. 524, en 1823.

#### Etimología
Ver: Weinmannia
fagaroides: epíteto que combina el nombre del género Fagus y el sufijo griego οιδες (-oides); "semejanza"; propiamente "semejante a Fagus", refiriéndose a la similitud en la apariencia de las hojas de la planta con las especies de susodicho género.

#### Variedades
Comprende 2 variedades aceptadas:
- Weinmannia fagaroides var. fagaroides
- Weinmannia fagaroides var. trollii (O.C.Schmidt) Bernardi, 1961